# Château de Naworth
Le château de Naworth, également connu ou enregistré dans des documents historiques sous le nom de "Naward", est un château de Cumbria, en Angleterre, près de la ville de Brampton. Il est adjacent à l'A69, à environ 2 milles à l'est de Brampton. Il se trouve de l'autre côté de la rivière Irthing et juste à côté du prieuré de Lanercost. C'est le siège des barons Dacre et est maintenant celui de leurs descendants cognatiques, les comtes de Carlisle. C'est un bâtiment classé Grade I.

## Histoire

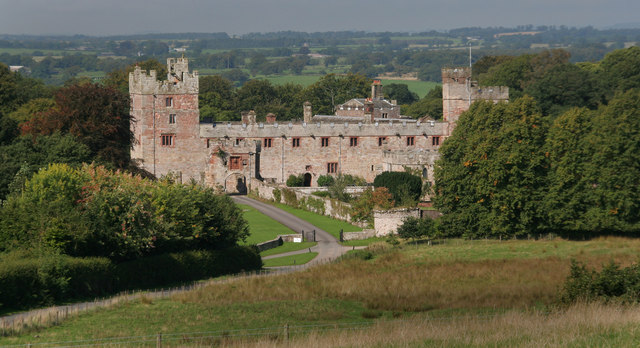
Château de Naworth en 2009

On pense que le château a des origines de la fin du XIIIe siècle, sous la forme d'un donjon carré et d'une cour. Il est mentionné pour la première fois en 1323, et en 1335, une licence de crénelage est accordée à Ralph Dacre.
Thomas Dacre (en) (1467-1525), qui commande la réserve de l'armée anglaise à la bataille de Flodden et est connu sous le nom de « Builder Dacre », construit la porte du château et y place ses armoiries avec la devise de la famille Dacre ci-dessous : Fort en Loialte (Norman-Français : "Fort en Loyauté"). Il y a d'autres ajouts en 1602 pour son successeur, Lord William Howard. Il est probable que le jardin clos du XVIIIe siècle se trouve dans les limites des douves d'origine.
Howard rachète le domaine de la famille Dacre au roi Jacques Ier et s'installe avec ses enfants et petits-enfants au château de Naworth. Il restaure le château, améliore le domaine et rétablit l'ordre dans cette partie du pays. Il a une famille nombreuse, dont Philip, son héritier, le grand-père de Charles Howard (1er comte de Carlisle), et son plus jeune fils Francis, l'ancêtre des Howard de Corby.
William Morris, l'artiste et socialiste, séjourne au château en août 1874. Dans une lettre à Aglaia Coronio, il écrit "... tout est très agréable. Ned et moi passons nos matinées dans une pièce des plus ravissantes de l'une des tours qui n'a pas été touchée depuis que William Howard de la reine Elizabeth y vivait : l'ensemble est certainement le plus poétique d'Angleterre." 
De 1939 à 1940, Naworth est occupée par l'école Rossall de Fleetwood dans le Lancashire, qui a été évacuée de ses propres bâtiments par divers ministères.
Il est actuellement occupé par l'hon. Philip Howard, frère cadet et héritier présomptif du 13e comte de Carlisle .

### Incendie de 1844
Le samedi 18 mai 1844, le château prend feu, peut-être à cause de l'inflammation de suie dans le conduit de cheminée du Porter's Lodge. L'absence de murs intérieurs de la structure permet au feu de se propager rapidement et il reste incontrôlé jusqu'à ce qu'il atteigne l'aile nord. Bien que certains biens aient été sauvés, au moment où deux camions de pompiers sont arrivés en train de Carlisle, la majeure partie du toit s'est effondrée et le feu s'est propagé à presque toutes les pièces des trois côtés du quadrilatère. L'eau devait être acheminée dans des seaux à partir d'un ruisseau au pied d'une colline escarpée du côté nord du château. « Belted Will's Tower » est sauvé, tandis que l'incendie se poursuit jusqu'à environ une heure dimanche matin, lorsqu'il est maîtrisé. La restauration ultérieure est entreprise par l'architecte Anthony Salvin.